# Il grande cielo
Il grande cielo (The Big Sky) è un film del 1952 diretto da Howard Hawks. Il cast comprende Kirk Douglas, Dewey Martin, Arthur Hunnicutt ed Elizabeth Threatt, nella sua unica esperienza cinematografica.
Anche se non è considerato tra i maggiori successi di Howard Hawks dalla maggior parte dei critici, il film è stato scelto dal critico americano Jonathan Rosenbaum per la sua lista alternativa dei Top 100 American Films.

## Trama
Siamo nel 1832 e Jim Deakins sta viaggiando nella prateria quando incontra Boone Caudill. Malgrado un'iniziale ostilità, i due diventano presto buoni amici e proseguono insieme il viaggio verso il fiume Missouri, alla ricerca dello zio di Boone, Zeb Calloway. Non appena lo trovano, vengono incarcerati tutti a causa di una rissa con alcuni commercianti di pelli della Missouri River Company, la Compagnia dei cacciatori di pellicce. Quando Frenchy Jourdonnais viene a liberare Zeb, offrendo per lui la cauzione, Zeb lo convince a pagare anche per il nipote e il suo amico Jim.
I due uomini si aggregano a una spedizione organizzata da Zeb e Frenchy, per risalire di 2000 miglia il fiume e commerciare con gli indiani Piedi Neri, facendo così concorrenza alla Missouri River Company. Zeb porta con sé Occhio d'Anitra, una bella indiana dei Piedi Neri, che Zeb aveva salvato due anni prima, mentre ella stava fuggendo da una tribù nemica che l'aveva rapita. Zeb intende valersi di lei per ottenere l'amicizia e la collaborazione della sua tribù, essendo lei figlia di un capo indiano.
Durante il viaggio, essi incontrano un altro indiano dei Piedi Neri, il simpatico e burlone Pelleeossa, che prendono con loro. La navigazione contro corrente deve superare notevoli difficoltà, inoltre gli uomini della spedizione sono costretti a difendersi dagli attacchi degli uomini della Missouri River Company che, comprendendo la minaccia al proprio monopolio, senza troppi scrupoli cerca di disfarsi dei concorrenti. Infatti un gruppo di questi, guidato da Streak, cattura Occhio d'Anitra e cerca nottetempo d'incendiare la barca della spedizione, ma Frenchy si sveglia in tempo per impedire che l'incendio causi danni irreparabili. Pelleossa segue le orme dei nemici, i due uomini che avevano appiccato il fuoco vengono catturati, mentre Zeb e Jim recuperano la giovane indiana. Più avanti la spedizione giunge a una stazione della compagnia nemica e, restituendo i due prigionieri, lascia un minaccioso avvertimento di non interferire più nel loro viaggio.
Intanto la giovane indiana, misteriosa e silenziosa, coltiva i suoi sentimenti e quando, cadendo nelle rapide del fiume, viene salvata da Boone, si rende conto di provare attrazione per l'uomo, che in precedenza, per un diverbio, aveva ferito alla schiena con una coltellata.
Una settimana dopo, il gruppo respinge un attacco degli indiani Crow organizzato da Streak. Nell'azione, Jim rimane separato dai compagni e viene ferito a una gamba. Boone, seguito da Occhio d'Anitra e Pelleossa, che intanto si è procurato un cavallo, riescono atrovarlo, l'indiano estrae la pallottola che lo ha ferito e poi, quando il gruppo raggiunge nuovamente la spedizione, trova Streak che, in virtù degli attacchi degli indiani Crow, sta abilmente cercando di acquistare la barca e le merci che trasporta. Jim confronta la pallottola estrattagli dalla gamba con quelle che usa Streak, scoprendo che sono dello stesso tipo: Streak, vistosi scoperto, reagisce ma lui e i suoi amici rimangono uccisi nel duello che segue.
Nel frattempo Occhio d'Anitra si allontana di nascosto dal campo con il cavallo di Pelleeossa e raggiunge la sua tribù dei Piedi Neri, i quali si presentano in forze come amici per proteggere la spedizione da altri eventuali attacchi. Inizia così con loro la trattativa commerciale e il baratto delle loro pelli con oggetti vari. Occhio d'Anitra intanto rivela a un deluso Jim di amarlo, ma solo come un fratello. Boone la segue nel suo tepee e quando Boone ne esce parecchio dopo, scopre, secondo l'usanza indiana, di essersi sposato. Occhio d'Anitra, innamorata dell'uomo e consapevole che questo difficilmente rimarrà con lei per sempre, lo convince a comprarla da suo padre, cosicché lui sarà libero e potrà andarsene quando vuole.
All'arrivo dell'inverno, gli uomini della spedizione salgono sull'imbarcazione iniziando il loro lungo viaggio di ritorno e Boone dà l'addio a Occhio d'Anitra, che rimane tristemente a guardarlo mentre si allontana, ma poi cambia idea e pronuncia la celebre frase "uno si può rendere ridicolo in tanti modi e io credo di averli tentati tutti" decidendo di tornare dalla donna.

## Produzione

### Colonna sonora
La musica del film è stata composta sul tema di Orizzonte perduto da Dimitri Tiomkin.

## Riconoscimenti
Il film è stato candidato a due premi Oscar:
- per il miglior attore non protagonista a Arthur Hunnicutt
- per la migliore fotografia in bianco e nero a Russell Harlan